# Поградец
Поградец (алб. Pogradeci, мкд. Подградец) је град у Албанији са око 21.000 становника, општина има 61.530 (2011).

## Положај
Град се налази у југоисточном делу Републике Албаније, поред Охридског језера. Смештен је југоисточно од Елбасана, југозападно од Охрида (Македонија), западно од Лерина (Грчка) и северно од града Корча. У Подградецу и околним селима сем Албанаца живи и доста српског становништва. Поградец је главни град Области Поградец.

## Име
Поградец као и многи други градови у Албанији има словенско порекло: под+град(ец) = Подградец. Албански назив за овај град је добијен избацивањем слова„ д“, па је тако настао Поградец.

## Историја
После поделе регије Македонија 1913. године између Србије, Бугарске и Грчке, један мали део у коме се налазио и Поградец је припојен новонасталој држави Албанији.